# UFC Fight Night: Blaydes vs. Ngannou 2
UFC Fight Night: Blaydes vs. Ngannou 2 (conosciuto anche come UFC Fight Night 141) è stato un evento di arti marziali miste tenuto dalla Ultimate Fighting Championship il 24 novembre 2018 al Wukesong Indoor Stadium di Pechino, in Cina.
È la prima card nella storia della promozione ad essersi svolta nella capitale cinese.

## Risultati
|                                   | Divisione              |                  |                 |                 | Metodo                                      | Round           | Tempo           | Premio          |
| Card Principale                   | Card Principale        | Card Principale  | Card Principale | Card Principale | Card Principale                             | Card Principale | Card Principale | Card Principale |
| --------------------------------- | ---------------------- | ---------------- | --------------- | --------------- | ------------------------------------------- | --------------- | --------------- | --------------- |
|                                   | Pesi massimi           | Francis Ngannou  | batte           | Curtis Blaydes  | KO tecnico (pugni)                          | 1               | 0:45            | POTN            |
|                                   | Pesi massimi           | Alistair Overeem | batte           | Sergej Pavlovič | KO tecnico (pugni)                          | 1               | 4:21            |                 |
|                                   | Pesi gallo             | Song Yadong      | batte           | Vince Morales   | Decisione unanime (30-27, 30-27, 30-27)     | 3               | 5:00            |                 |
|                                   | Pesi welter            | Li Jingliang     | batte           | David Zawada    | KO tecnico (calcio al corpo e pugni)        | 3               | 4:07            | POTN            |
| Card Preliminare (UFC Fight Pass) |                        |                  |                 |                 |                                             |                 |                 |                 |
|                                   | Pesi welter            | Alex Morono      | batte           | Song Kenan      | Decisione unanime (30-27, 30-27, 30-27)     | 3               | 5:00            | FOTN            |
|                                   | Pesi mosca femminili   | Wu Yanan         | batte           | Lauren Mueller  | Sottomissione (armbar)                      | 1               | 4:00            |                 |
|                                   | Catchweight (94,34 kg) | Rashad Coulter   | batte           | Hu Yaozong      | Decisione unanime (29-28, 29-28, 30-27)     | 3               | 5:00            |                 |
|                                   | Pesi paglia femminili  | Zhang Weili      | batte           | Jessica Aguilar | Sottomissione (armbar)                      | 1               | 3:41            |                 |
|                                   | Pesi gallo             | Liu Pingyuan     | batte           | Martin Day      | Decisione non unanime (29-28, 28-29, 29-28) | 3               | 5:00            |                 |
|                                   | Pesi paglia femminili  | Yan Xiaonan      | batte           | Syuri Kondo     | Decisione unanime (30-27, 30-27, 30-27)     | 3               | 5:00            |                 |
|                                   | Pesi medi              | Kevin Holland    | batte           | John Philips    | Sottomissione (rear-naked choke)            | 3               | 4:05            |                 |
|                                   | Pesi gallo             | Louis Smolka     | batte           | Su Mudaerji     | Sottomissione (armbar)                      | 2               | 2:07            |                 |

## Premi
I lottatori premiati ricevettero un bonus di 50.000 dollari.
Legenda:
- FOTN: Fight of the Night (vengono premiati entrambi gli atleti per il miglior incontro dell'evento)
- POTN: Performance of the Night (viene premiato il vincitore per la migliore performance dell'evento)